# КУД Кленовник
КУД Кленовник је културно-уметничко друштво из Кленовника, које је основано 1977. године.

## Историја
Од почетка је било успешно друштво: до самог престанка рада 2005. године бројало је 400 чланова. После четворогодишње паузе, културно-уметничко друштво је поново основано 22. фебруара 2009. године, са око педесетак чланова. Након оснивања групе ветерана почетком 2023. године, друштво је организовано у четири ансамбла:
- дечји ансамбл
- припремни ансамбл
- први ансамбл
- ансамбл ветерана

Друштво је учествовало на многобројним манифестацијама у Србији и иностранству, где је освајало многобројне награде и признања. Традиционално, КУД Кленовник организује следеће концерте:
- Божићни концерт
- Осмомартовски концерт
- Госпојинско прело

Репертоар друштва укључује игре из разних крајева Србије: Лесковца, Црне Траве, Шоплука, Влашких крајева, Ниша, Шумадије, Метохије, Баната, Левча и Јасенице.
Уметнички руководилац ансамбла је Иван Јовановић, ансамбла ветерана и секретар је Стефан Митић, док председник је Бојана Стојановић.